# Kōzushima
Kōzushima (神津島?) es una isla volcánica ubicada en las islas Izu (伊豆諸島), y es administrada por el Gobierno Metropolitano de Tokio, el cual se encuentra al sur de Tokio y al este de la península de Izu, en la prefectura de Shizuoka. Kōzushima forma parte del parque nacional Fuji-Hakone-Izu

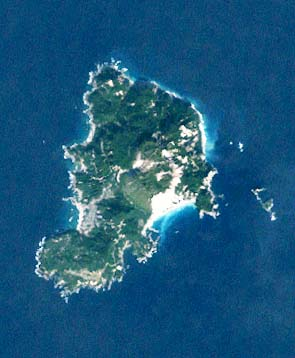
Vista satelital de Kōzushima.

Posee un área total de 18,87 km² y una población cercana a las 2100 personas. Esta isla es accesible por ferry desde Tokio, Shimoda, Shizuoka y otras islas. También hay vuelos diarios en un avión que llega al aeropuerto de Chōfu, en Tokio.
Posee varios senderos para excursión en el volcán, Tenjo-san, el cual forma la isla, además de tener pozas aptas para nadar. Su arena blanca lo hacen un excelente lugar para nadar en verano, debido a que reciben menos visitantes que el resto de las islas. Los visitantes en invierno no son muchos debido al mal clima presente en la isla.
Las fuentes de ingreso primaria en Kōzushima son la pesca, construcción y turismo. También, pero a pequeña escala, la agricultura.